# 奥布和约
奥布和约（瑞典語：Freden i Åbo），又名图尔库和约（芬蘭語：Turun rauha），是俄国和瑞典两国于1743年8月7日为结束俄瑞战争而于芬兰图尔库（瑞典语译名为奥布）签订的和约。
和约签订时，俄国已经在军事上取得了绝对优势，占领了大部分的芬兰，俄国军方希望能够将原有的俄瑞边界向北推移，以减少圣彼得堡受到的威胁。而当时俄国主政的莱斯托克伯爵则主张将芬兰还给瑞典，以换取瑞典立其叔荷尔斯泰因的阿道夫·弗雷德里克为王储。俄国沙皇伊丽莎白·彼得罗芙娜支持后者的要求，因为阿道夫·弗雷德里克之兄原为其未婚夫。
最后，俄国内部双方达成了一致意见，要求瑞典将屈米河以东的所有领土割让给俄国，并立阿道夫·弗雷德里克为王储。瑞典接受了这一条件，但提出该条约的内容会导致与荷尔斯泰因为敌的丹麦对其不满，俄国因而派出波罗的海舰队在波罗的海以防止丹麦可能的进攻。